# Saint-Prix (Allier)
Saint-Prix è un comune francese di 819 abitanti situato nel dipartimento dell'Allier della regione dell'Alvernia-Rodano-Alpi.

## Società

### Evoluzione demografica
Abitanti censiti